# Arke
Arke was een Nederlandse reisorganisatie. Arke was samen met de eigen luchtvaartmaatschappij Arke / ArkeFly en de reisorganisaties Kras en Holland International onderdeel van TUI Nederland. In de winkels, op de kantoren in Rijswijk, Enschede, Ammerzoden en Schiphol-Rijk en bij de vliegmaatschappij werkten 2500 medewerkers. Arke was de eerste Nederlandse luchtvaartmaatschappij die een Dreamliner had.

## Geschiedenis
In 1934 richtten Frits Arke en Jan ten Barge het busbedrijf Reisbureau Twenthe op in Enschede. Dit kreeg later de naam Arke en Ten Barge. In de jaren 50 besloot het tweetal hun eigen weg te gaan. Frits Arke ging samen met Ferdinand Fransen verder onder de naam Reis- en Passagebureau Arke. Arke werd van een regionale busonderneming een internationale reisorganisatie. Frits Arke trok zich later terug en vanaf 1973 viel Arke volledig onder Ferdinand Fransen. In 1989 verkocht Fransen een deel van zijn aandelen aan het Duitse Touristik Union International (TUI) en in 1995 ook het restant. Hierdoor ontstond in 1997 de overkoepelende TUI Nederland waar Arke onderdeel van bleef. In 2015 verdween de merknaam Arke.